# Bożenna Nawrocka
Bożenna Zofia Nawrocka (ur. 11 czerwca 1938 w Warszawie, zm. w 2024)  – polska entomolog.

## Życiorys
Studiowała w Szkole Głównej Gospodarstwa Wiejskiego w Warszawie, w 1962 uzyskała stopień magistra inżyniera, w 1971 obroniła doktorat. 1 lipca 1999 roku habilitowała się w Instytucie Sadownictwa i Kwiaciarstwa im. Szczepana Pieniążka na podstawie pracy Bionomia, szkodliwość i zwalczanie wciornastka zachodniego Frankliniella occidentalis (Pergande) występującego na warzywach uprawianych pod szkłem, rok później została docentem w Instytucie Warzywnictwa im. Emila Chroboczka.
Przedmiotem badań Bożenny Nawrockiej jest entomologia warzywnicza, faunistyka Homoptera, ekologia populacyjna i entomofagi. Pracując w Instytucie Warzywnictwa badała integrowane i niechemiczne metody zwalczania szkodników. Dokonała opracowania mszyc i wciornastków występujących na cebuli, porach i kapuście, opisała bionomię Franklinella occidentalis na roślinach warzywnych uprawianych w inspektach, prowadziła badania nad biologicznymi i integrowanymi metodami zwalczania szkodników warzyw. Dorobek naukowy Bożenny Nawrockiej obejmuje 212 publikacji, w tym 42 prace naukowe.